# 仲景宛西制药
仲景宛西制药股份有限公司，简称仲景宛西制药，公司总部位于河南省西峡县，是中国大陆最大的浓缩丸生产基地和中原地区最大的口服液生产基地。截至2008年，仲景宛西制药是中国中药五十强企业之一，资产达10亿元人民币左右，拥有10家子公司和8000多名员工。远景规划到2018年，集团总产值以突破60亿元人民币为目标。
仲景宛西制药的注册商标为“仲景”，以医圣张仲景的名字命名，于2001年9月开始使用；另使用“月月舒”商标，旧商标为“太圣”，现已停用。

## 历史
- 1978年，河南省西峡县的县办小工厂宛西制药成立，初名河南省宛西制药厂，简称宛西制药。
- 在工厂出现危机后，宛西制药于1998年改制为股份制企业，更名为河南省宛西制药股份有限公司。同年在西峡伏牛山建立20万亩的山茱萸药材生产基地。[3]
- 1999年10月9日，宛西制药以808万的价格成功收购了始建于1949年的南阳仲景制药厂，组建的南阳张仲景制药有限公司成为宛西制药股份有限公司的全资子公司。[5]
- 2004年5月23日，宛西制药通过中国国家GAP认证，成为中国首批通过GAP认证的八家企业之一。
- 2011年1月11日，宛西制药控股的西泵股份A股在深圳证券交易所上市。同时，牡丹皮中药材基地顺利通过国家GAP认证。[2]
- 2015年10月1日，公司更名为仲景宛西制药股份有限公司，简称也同时更名为“仲景宛西制药”[4]。

## 主要产品

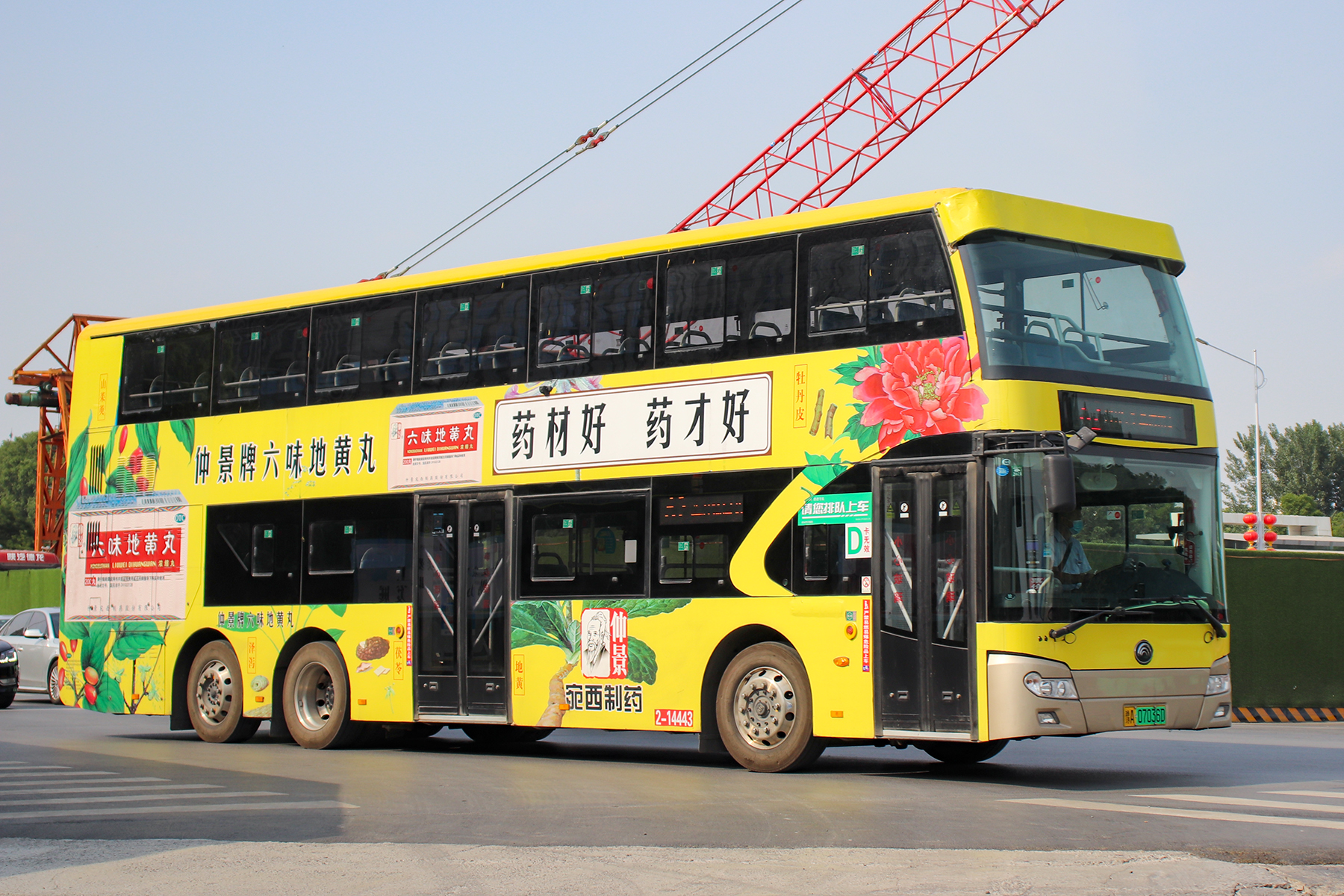
郑州公交仲景牌六味地黄丸巴士廣告

- 六味地黄丸
- 逍遥丸
- 西洋参地黄丸
- 痛经宝颗粒

## 企业荣誉
- 1997年，仲景宛西制药获得了“中国中药企业五十强”称号。
- 2002年，仲景宛西制药的“月月舒”商标成为“中国驰名商标”。
- 2005年，仲景宛西制药的“仲景”商标成为“中国驰名商标”。
- 2007年12月，仲景宛西制药被中华人民共和国国家旅游局授予“工业旅游示范企业”称号。